# Emilia Aldomà
Emilia Aldomà Sans (Borjas Blancas, Lérida 1925-1987) fue una víctima mortal de la banda terrorista Terra Lliure. En el momento de su asesinato tenía 62 años.

## Biografía
Emilia, conocida familiarmente como Emilieta, era oriunda de Borjas Blancas (Lérida) aunque residía habitualmente en Barcelona. También había residido en Bilbao, ciudad de la que se marchó por temor al terrorismo etarra.
El 10 de septiembre de 1987, víspera de la Día Once de Septiembre, Terra Lliure colocó una bombona de cámping gas cargada con tres kilos de pólvora prensada en la mesa de un juez de los juzgados de Borjas Blancas. Como consecuencia de la explosión, una pared de una vivienda colindante se derrumbó, sepultando a Emilia que se hallaba durmiendo en su cama. 
Terra Lliure reivindicó el atentado mediante un comunicado enviado a TV3 en donde una voz anónima afirmaba que el atentado iba dirigido contra el "opresor" Estado español, y lamentaba que un "accidente" hubiera causado "la pérdida de la vida a una persona inocente".
En abril de 1988 la Guardia Civil arrestó a dos miembros del Comando Manresa de la banda, Marcel·lí Canet Serra y Sebastià Datzira Massip, cuando pretendían atentar contra la casa cuartel San Justo Desvern con una bombona de cámping cargada con nueve kilos de cloratita y dos mechas. Las declaraciones de Canet durante el interrogatorio posterior permitieron la detención de Carles Castellanos, profesor de la UAB, acusado de haber suministrado a los terroristas 15 kilos de pólvora tres meses antes del atentado de Borjas; sin embargo, no se pudo probar su vinculación con la banda terrorista.
Canet confesó su participación en el atentado de Borjas, pero posteriormente alegó que lo hizo bajo tortura. Datzira, por su parte, negó haber participado en los hechos. En 1990, la Audiencia Nacional condenó a ambos a 18 años de cárcel por homicidio y daños materiales. Tras recurrir la sentencia, el Tribunal Supremo ordenó un nuevo juicio y la Audiencia les condenó finalmente a 10 años de cárcel por daños e imprudencia temeraria con resultado de muerte, al dar por válidos los argumentos de la defensa que alegó que los terroristas no tenían intención de matar a la mujer. Una vez disuelta la banda, Datzira y Canet fueron indultados al renunciar a la violencia. Ambos ingresaron posteriormente en Esquerra Republicana de Catalunya.
En 2001, Emilia Aldomà recibió a título póstumo la Gran Cruz de la Real Orden de Reconocimiento Civil a las Víctimas del Terrorismo.